# Transferência do direito de construir
A transferência do direito do construir (TDC) é um instrumento urbanístico que permite que o proprietário de um terreno impedido de exercer todo o seu potencial construtivo (em função de um tombamento, por exemplo) transfira este potencial, geralmente de forma onerosa, para outro terreno.

## Origens

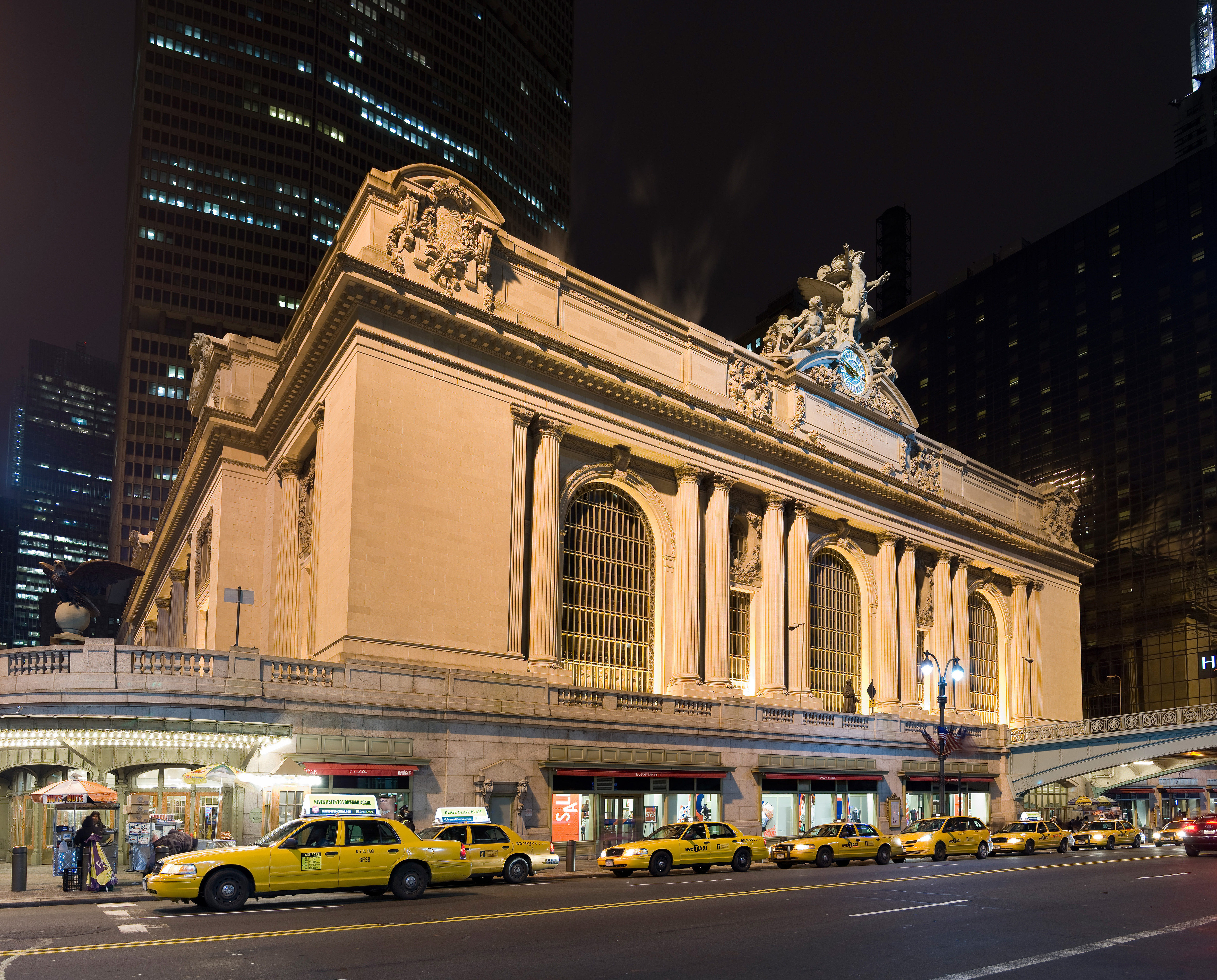
Estação Grand Central, em Nova Iorque; o imóvel ganhou o processo que virou marco legal para a permissão de transferência do direito de construir.

O instrumento de transferência do direito de construir surgiu paralelamente em diversos países, tendo sido defendida ou adotada de forma ampla a partir da década de 1970: na França, lei nacional de 1975 estabeleceu o Plafond Légal de Densité, o teto legal de densidade (correspondente ao coeficiente de aproveitamento adotado em cidades brasileiras), e permitiu aos proprietários de imóveis tombados impedidos de exercer o "teto legal" de seus terrenos que vendam a diferença para que ela seja utilizada em outros terrenos. Nos Estados Unidos, o direito foi estabelecido por jurisprudência principalmente a partir do marco legal do caso Penn Central Transportation Co. v. New York City, 438 U.S. 104, de 1978. Neste caso, a empresa, proprietária da Estação Grand Central de Nova Iorque, teve o imóvel tombado e, com isso, deixou de poder utilizar o potencial construtivo do terreno. Assim, a empresa processou a cidade pelo direito de vender este potencial para que lotes adjacentes fizessem uso dele, ganhando a ação.
A motivação principal por trás do instrumento é evitar que proprietários de imóveis com chances de tombamento, percebendo a iminência de proteção do bem e consequente perda do valor do terreno referente ao potencial construtivo, se sintam estimulados a demolir o bem antes de seu tombamento.

## TDC no Brasil
No Brasil, a defesa pela implantação do instrumento surge com a publicação da Carta de Embu, documento elaborado pelo Centro de Estudos e Pesquisas em Administração Municipal (CEPAM) da Fundação Prefeito Faria Lima, publicada em 1976. A carta defende a criação da outorga onerosa do direito de construir, e prevê que os imóveis tombados possam transferir seu potencial construtivo com o objetivo duplo de compensar o proprietário do terreno pela perda acarretada pelo tombamento e manter a quantidade total de construção em determinada região da cidade.
A TDC foi adotada pela primeira vez no país em 1984, a partir da publicação da lei nº 9.725/84. Atualmente o instrumento é previsto pelo Estatuto da Cidade, sendo objeto da Seção XI.